# Стальной барабан
Стальной барабан (англ. steelpan, steel drum) — ударный инструмент с определённой высотой звука. Используется в афрокарибской музыке таких направлений, как калипсо и ска. Изобретён в 1930-х годах.
Инструмент появился после принятия в Тринидаде и Тобаго закона, запрещающего мембранные барабаны и бамбуковые палки для исполнения музыки. Барабан стали выковывать из стальных бочек (в большом количестве оставшихся на пляжах после окончания Второй мировой войны), из листов стали толщиной 0,8—1,5 мм. Настройка инструмента заключается в формировании в этом стальном листе областей, по форме напоминающих лепестки, и придания им необходимого звука с помощью молотов. Перенастройка инструмента может потребоваться один-два раза в год.
Обычно в ансамбле играют несколько разновидностей инструмента: мелодию ведёт пинг-понг, гармоническую основу образует tune boom, а bass boom держит ритм. Инструмент даже представлен в вооружённых силах республики Тринидад и Тобаго — с 1995 года существует «стальной оркестр» при оборонительных войсках, который является единственным военным оркестром в мире, использующим стальной барабан.